# Lysimachia clethroides
Lysimachia clethroides es una especie de planta angiosperma, clasificada tradicionalmente en la familia Primulaceae. Se transfirió a la familia Myrsinaceae en base a un estudio filogenético molecular, pero esta familia se fusionó más tarde con las Primulaceae.

## Descripción
Lysimachia clethroides puede alcanzar alturas de 60-100 cm. Esta resistente hierba perenne se asemeja a plantas del género Veronica. El tallo es vertical y rígido. Las hojas son dispersas, alternas, oblongas o ampliamente lanceoladas, de unos 5 cm de ancho, de 7 a 11 cm de largo, con márgenes enteros. Las flores son pequeñas (12 cm de ancho), agrupadas en espigas terminales. Cada flor es blanca y posee cinco pétalos. La inflorescencia está doblada en un eje de 0,3 a 0,4 cm. Florece durante el verano y forma estolones subterráneos. Es una planta pionera en su rango natural.
Su nombre botánico, clethroides, significa "como el aliso" (Clethra).

## Distribución y hábitat
El rango nativo de esta planta es China y Japón. También se encuentra en Rusia, Corea y América del Norte. Está presente en las zonas húmedas de bosques, barrancos, colinas cubiertas de hierba y laderas de montañas a elevaciones de 300-2100 m sobre el nivel del mar. Prefiere margas profundas, ricas y posiciones resguardadas.
Esta planta ha ganado el «Premio al Mérito de Jardinería» de la Real Sociedad de Horticultura.

## Uso en la medicina culinaria y tradicional
En China, más comúnmente en la región de Chaoshan, las hojas de Lysimachia clethroides se utilizan en la cocina como verdura de hoja para hacer ensaladas, platos salteados o sopas. Las verduras de hoja de la planta se conocen como verdura de perla, y contienen bajo contenido de sodio y potasio alto.

## Galería

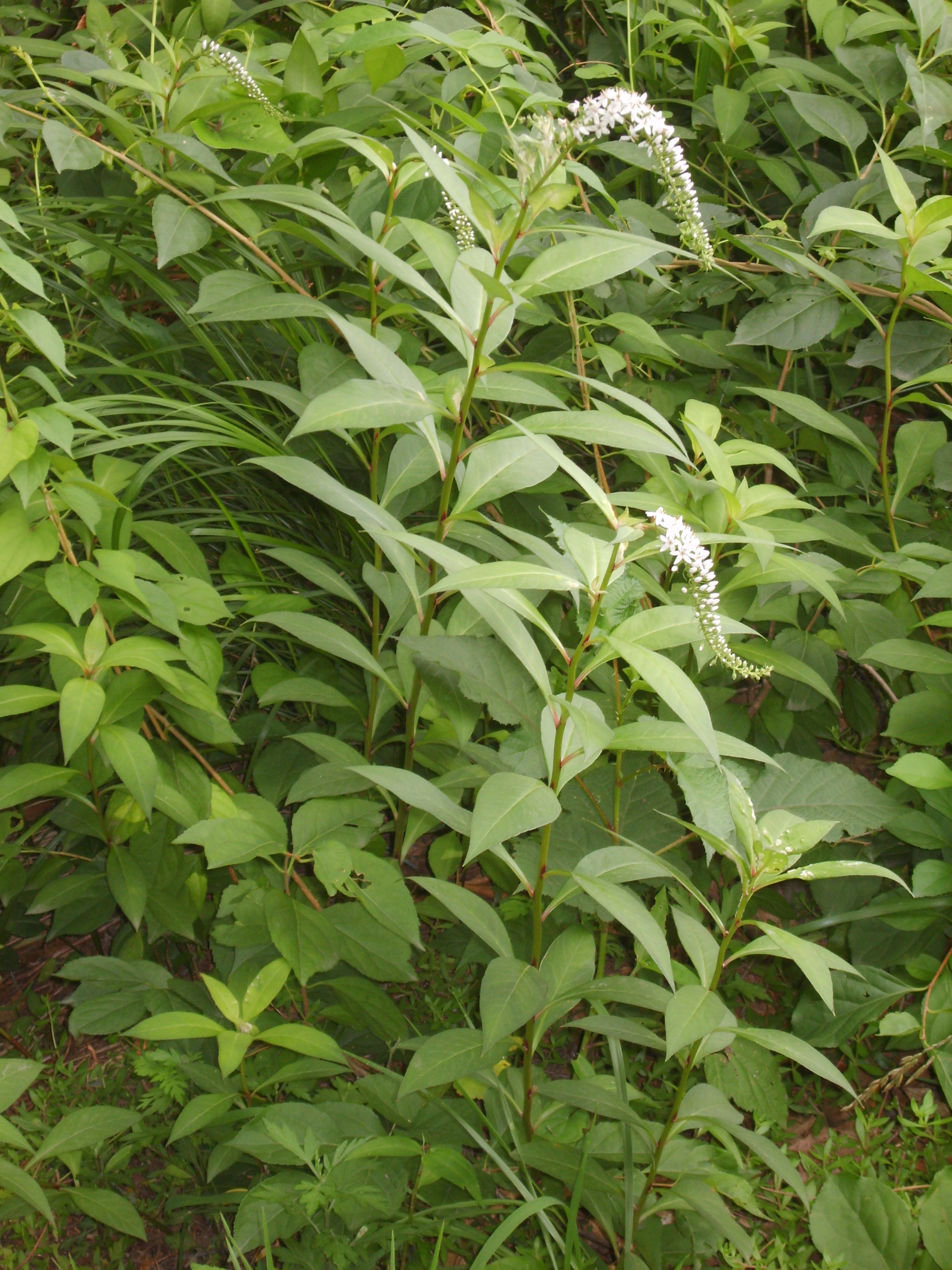
Plantas
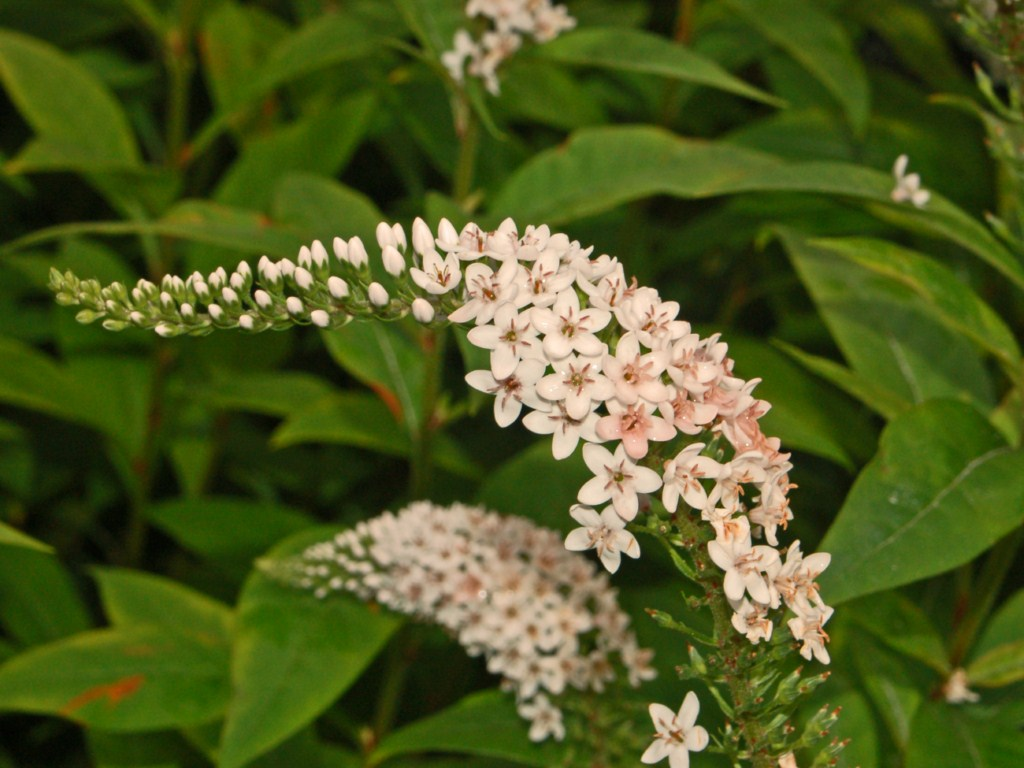
Inflorescencia
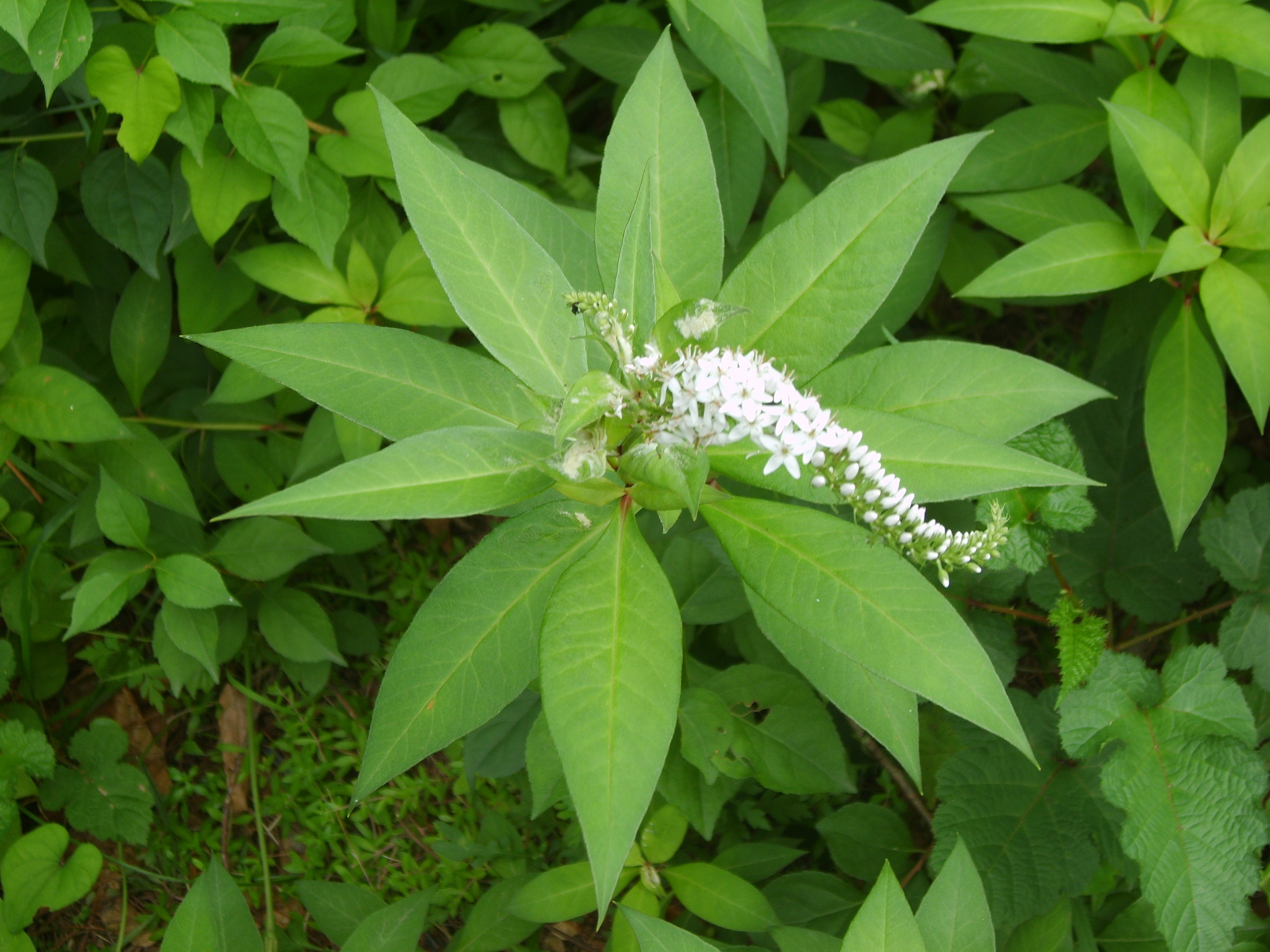
Hojas
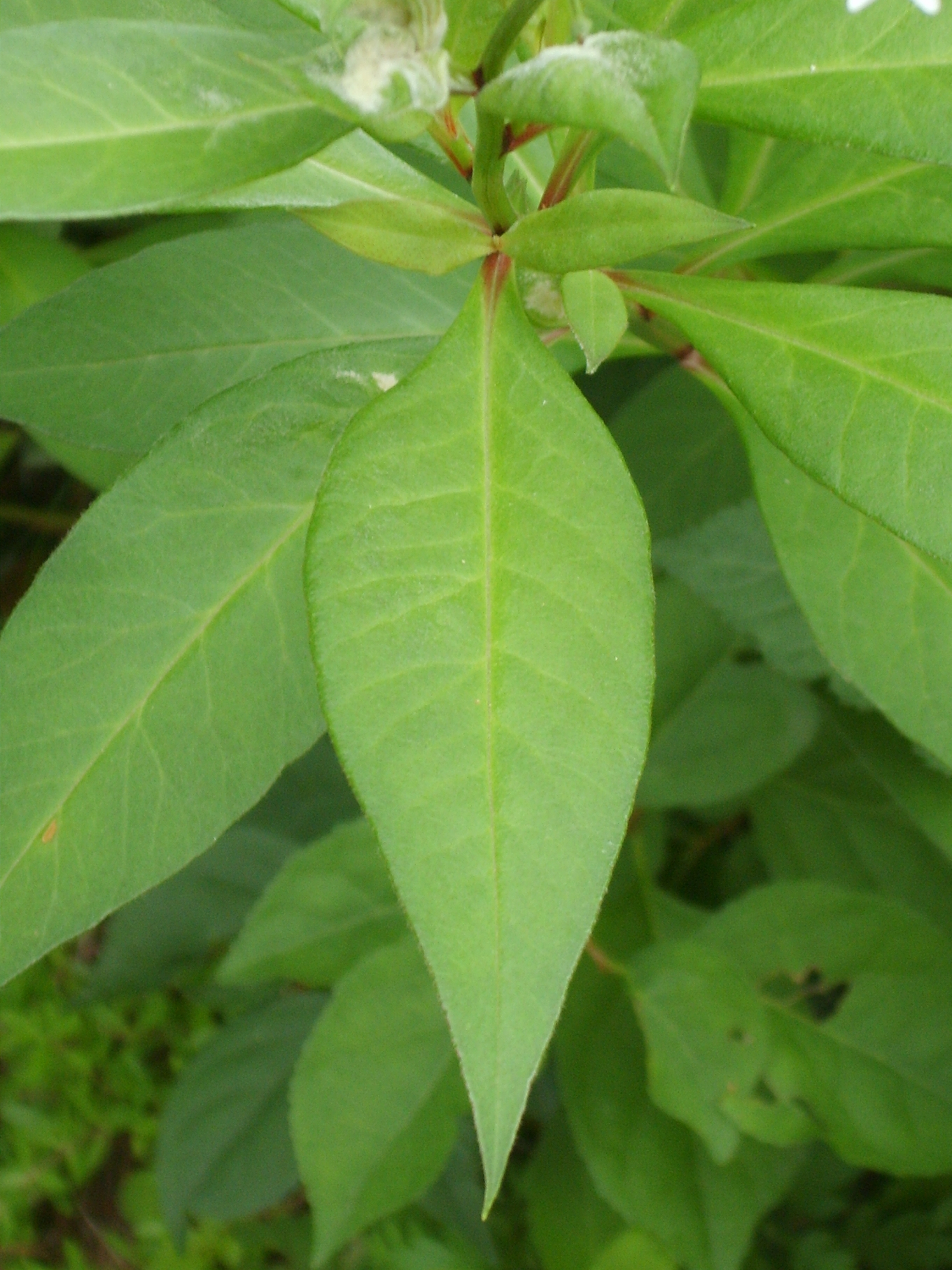
Primer plano de una hoja